# Exetastes angustoralis
Exetastes angustoralis är en stekelart som beskrevs av Joseph Augustine Cushman 1937. Exetastes angustoralis ingår i släktet Exetastes och familjen brokparasitsteklar. Inga underarter finns listade i Catalogue of Life.